# Калифорнийский листонос
Калифорнийский листонос (лат. Macrotus californicus) — вид летучих мышей из семейства листоносых.
Калифорнийский листонос весит от 12 до 20 граммов, имеет размах крыльев более 30 сантиметров и длину тела более 6 сантиметров. Окраска меха коричневого цвета.
Активен в основном ночью. Питается ночными мотыльками и неподвижными дневными насекомыми, такими как бабочки и кузнечики, которых находит при помощи органов зрения, даже при низком уровне окружающего света. Использует в качестве убежищ тёплые дневные пещеры, шахты и здания. В зависимости от сезона, летучие мыши спят отдельно или в группах до нескольких сотен особей, вися отдельно.
Самки собираются в большие материнские колонии примерно от 100 до 200 особей весной и летом. Единственный детёныш рождается в период с середины мая до начала июля, после периода беременности продолжительностью почти девять месяцев.
Вид распространён в Мексике, США.